# سمردان (پروکوپیه)
سمردان (به صربی: Smrdan) یک منطقهٔ مسکونی در صربستان است که در پروکوپلیه واقع شده‌است. سمردان ۹۵ نفر جمعیت دارد.